# Singapore Pesta
Das Singapore Pesta (Pesta: Fest, Festival, Messe) war Ende der 1960er Jahre ein Einladungsturnier im Badminton in Singapur. Es wurden nur die Herreneinzel- und Herrendoppelkonkurrenzen ausgetragen.

## Die Sieger
| Jahr | Herreneinzel | Herrendoppel              |
| ---- | ------------ | ------------------------- |
| 1968 | Darmadi      | Ng Boon Bee Tan Yee Khan  |
| 1969 | Muljadi      | Punch Gunalan Ng Boon Bee |